# Setra S 215 SL
De Setra S 215 SL is een bustype voor stadsvervoer, geproduceerd door de Duitse busfabrikant Setra. De bus heeft geen verlaagde vloer, waardoor er treden nodig zijn en mindervalide mensen moeilijker de bus in kunnen. De bus werd in de loop van 1983-1984 geïntroduceerd, samen met de Setra S 215 UL, Setra SG 219 SL en Setra SG 221 UL. De SG 219 SL is de gelede tegenhanger van de S 215 SL.

## Inzet
De bus werd in verschillende Europese Landen ingezet op vooral stadsdiensten. Dit bustype kwam onder andere voor in Duitsland, België en Luxemburg. De meeste bussen zijn inmiddels buiten dienst.
| Bedrijf                                        | Serie                    | Aantal | Inzet                                     | Opmerking                                                                                    |
| België                                         | België                   | België | België                                    | België                                                                                       |
| ---------------------------------------------- | ------------------------ | ------ | ----------------------------------------- | -------------------------------------------------------------------------------------------- |
| Alk Reizen                                     | 492201, 492204, 49906    | 3      | Antwerpen                                 | Voormalig Emile Weber (LU) 55, 56 en 22 (in die volgorde) Buiten dienst                      |
| Autobusbedrijf G. Mebis                        | 441002 441015            | 2      | Limburg                                   | Voormalig Vervoersonderneming van Pee Buiten dienst                                          |
| KAV                                            | 108106-108109            | 4      | Antwerpen                                 | Zijn in 2003 hernummerd naar 110306-110309 Buiten dienst                                     |
| Rapides des Ardennes (Les Rapides de la Meuse) | 562199                   | 1      | Namen                                     | Buiten dienst                                                                                |
| Vervoersonderneming van Pee                    | 866102 861115            | 2      | Limburg                                   | Uitgeleend in 1997 aan VBM als 857106 en 857107 In 2003 verkocht aan Autobusbedrijf G. Mebis |
| Luxemburg                                      |                          |        |                                           |                                                                                              |
| Voyages Emile Weber                            | 22, 55-56, 360, 436, 623 | 3      | Stadsdienst Luxemburg in opdracht van AVL | Bussen 22, 55 en 56 zijn verkocht aan Alk Reizen (BE) Rest is buiten dienst                  |

## Verwante bustypen
- Setra S 213 UL - Midibus
- Setra S 215 NR - Standaardbus, verlaagde vloer
- Setra S 215 UL - Standaardbus, vooral bedoeld voor streekvervoer
- Setra SG 219 SL - Gelede bus, vooral bedoeld voor stadsvervoer
- Setra SG 221 UL - Gelede bus, vooral bedoeld voor streekvervoer